# 河崎眞澄
河崎 眞澄（かわさき ますみ 1959年 - ）は、日本のジャーナリスト、政治学者、東京国際大学国際関係学部教授。

## 概要
東京都練馬区出身。日本大学藝術学部放送学科卒業。拓殖大学大学院修士（政治行政）。1987年に産経新聞社に入社。シンガポール国立大学に社費留学。フジサンケイビジネスアイ記者、経済部記者、外信部記者、台北支局長、上海支局長、論説委員兼特別記者などを歴任。
中国国民党と中国共産党は残忍性と偽善性において、行為も発想も瓜二つであるとする。国共内戦で敗れた国民党と共に台湾に逃れてきた中国大陸出身者には日本統治下で教育を受けてきた台湾の人々のことが目障りに映る。1947年2月28日に国民党の横暴な支配に反発した台湾の群衆に憲兵が機銃掃射して、これをきっかけに台湾各地でデモが起きたが国民党軍が武力制圧して1949年5月には戒厳令が布告される。戒厳令は1987年まで敷かれて、これまでに十数万人が投獄されて約3万人が処刑されてきたということがあったため。
2019年4月3日から2020年2月2日まで産経新聞に『李登輝秘録』という連載を行う。2020年7月にはこの連載が単行本となって出版された。この単行本の初版発売日であった7月31日の前日夕に李登輝は９７歳で逝去した。本書の独自性は李登輝は蒋経国に見出されて権力の階段を上がり総統を継承する過程。さらに1995~1996年にかけて続いた「第３次台湾海峡危機」をめぐる台湾と中国の水面下の駆け引きで暗躍した李登輝の「密使」に関する記述など。2021年には『李登輝秘録』の中国語版が出版され、李登輝の次女、李安妮が文章を寄せた。2023年発行の文庫版では、生前に河崎が行った安倍晋三へのインタビュー記事が掲載され。このなかで安倍は、李登輝が台湾に自由、民主、人権と普遍的な民主主義の価値をもたらし、現在に至る日台関係の礎を築いてきたと指摘して敬意を表した。
2020年10月9日には花田紀凱の言論テレビに出演する。同年に逝去した李登輝とのことについて語る。河崎は、李登輝が人にはあまり言ったことが無いようなことを伝えられていたなど、李登輝との深い信頼関係のあった記者の1人であった。河崎の記事は李登輝に、日本の新聞記者が冷徹な目で台湾がたどった民主化への道を、ここまで明確に綴っているのは例が無いと評価されていた。単行本および文庫本には、李登輝本人が『李登輝秘録』に寄せた文章が掲載されている。これが李登輝の生前、最後の文書、絶筆であったと考えられる。